# Чернево (Даниловский район)
Че́рнево — деревня в Даниловском районе Ярославской области, входит в состав Даниловского сельского поселения. Находится в 41 км от Данилова в 11 км от автомобильной дороги Череповец — Данилов. Главная и единственная улица деревни — Черневская.
Постоянное население деревни 1 человек.
Упоминание в книге «Ярославская губерния. Список населенных мест по сведениям 1859 года»:
Чернево, деревня владельческая при протоке безымянном. Расстояние от уездного города — 34 верст; от становой квартиры — 34 верст. В деревне 13 дворов. Число жителей: мужского пола — 34, женского — 50.